# ¿Tú crees en mí?
¿Tú crees en mí? (estilizado como tú crees en mí?) es el primer álbum de estudio de la cantante y compositora argentina Emilia, publicado el 31 de mayo de 2022 por la compañía Sony Music Latin. Musicalmente, el álbum abarca varios géneros, entre ellos, pop, R&B y urbano. Todas las canciones fueron escritas por Emilia y Daniel Ismael Real, con apoyo de músicos como Duki y Elena Rose. Asimismo, el álbum incluye colaboraciones con Duki, Nicki Nicole y Tiago PZK. Líricamente, Tú crees en mí? abarca temas como el empoderamiento, el amor, la superación de rupturas amorosas, la sensualidad y el disfrute.
Con relación a la promoción, fueron lanzados cuatro sencillos. El primero en publicarse fue «Como si no importara», junto a Duki, el cual contó con una buena recepción comercial, que alcanzó la tercera posición en Argentina, además de ingresar a los mercados de España, Paraguay y Uruguay. También se lanzaron como sencillos «Rápido lento» y «Cuatro veinte», que lograron ubicarse dentro del top 5 en Argentina y Uruguay. El cuarto sencillo fue «Intoxicao», el cual se estrenó un día antes del lanzamiento del álbum. El álbum será igualmente promovido con la gira Tú crees en mí? Tour.

## Antecedentes y anuncio
Después de realizar un show en el Lollapalooza Argentina, Emilia concedió una entrevista a Filo News donde aseguró que su álbum debut estaba próximo a estrenarse y, aseguró, que el mismo incluiría algunas colaboraciones. Finalmente, el 22 de mayo de 2022 anunció la fecha lanzamiento del álbum a través de un stream en el canal oficial de Twitch de Coscu junto a Duki, en el mismo adelantó que tendría muchos temas de desamor.

## Concepto

### Título
El título surgió del latigillo del primer sencillo del álbum «Como si no importara» y, posteriormente, fue utilizado en las siguientes canciones. De acuerdo con Emilia, ¿Tú crees en mí? hace referencia a una canción de Reik que la inspiró, «Creo en ti», la cual tiene un trasfondo especial para ella. Por otro lado, afirmó haber elegido el título por la confianza que se tuvo desde chica hasta haber tomado la decisión de cantar e introducirse a la industria musical. Asimismo, la frase está dedicada a la gente y a los fanes que confiaron en ella, desde el comienzo de su carrera.

### Portada
El 23 de mayo de 2022, fue publicada a través de la redes sociales de Emilia, junto con la fecha oficial del lanzamiento del álbum.

## Contenido musical
Musicalmente, ¿Tú crees en mí? es una mezcla ecléctica de pop, balada y urbano, el cual contiene elementos del R&B, el trap latino y el afrobeat. Todas las canciones fueron escritas por Emilia y Daniel Ismael Real, con apoyo de músicos como Duki y Elena Rose. Además, cuenta con la producción de Big One. Las letras del álbum abarca temas como el empoderamiento, el amor, la superación de rupturas amorosas, la sensualidad y el disfrute.
¿Tú crees en mí? abre con la pista «Latin Girl», un tema pop que habla sobre las mujeres latinas. Emilia también mencionó que la canción estuvo inspirada en las divas del pop, entre otras, Christina Aguilera, Beyoncé, Rihanna, Avril Lavigne y P!nk. La canción tiene versos en inglés y español, y fue escrita por Mernes y Real con ayuda de Lombardo. El álbum continúa con «Como si no importara», una colaboración con Duki de género urban pop con influencias del reguetón y el trap latino que habla sobre una historia de amor secreto y pasional. La canción fue escrita por ambos artistas junto con Real. La tercera pista es «Cuatro veinte», que fue escrita por Mernes, Real y Sauthier, y habla sobre la mujer y su disfrute. La canción pertenece al género reguetón y tiene referencia e inspiraciones del género de los 2000. Esta misma tendencia musical se mantiene con la siguiente canción, «Intoxicao», una colaboración con Nicki Nicole aunque esta misma tiene influencias trap latino y hip hop, que fue escrita por Mernes y Nicole, Real y Sauthier, y según la artista, habla sobre el vaivén de una relación y su toxicidad.
El disco continúa con «Mi otra mitad», que fue escrita por Mernes junto a María Elena Mangiamarchi, y cuenta una historia real, sobre una relación pasada de Emilia, la cual no sentía el amor mutuo sino un amor a medias por parte de su pareja. La canción pertenece al género R&B. Posteriormente, da inicio «La balada», una canción balada pop que fue escrita por Mernes y Mangiamarchi, y según la artista, habla acerca de una relación tóxica personal, donde pudo sacar toda la angustia que vivió y la cuenta del lado de la superación. El disco sigue con «Rápido lento» una colaboración con Tiago PZK, una canción relajada de R&B fusionada con matices de hip hop y rock alternativo, en la cual se describen las tensiones sexuales entre una pareja. La canción fue escrita por ambos artistas con ayuda de Real y Lombardo. Finalmente, el álbum cierra con «Cielo en la mente», de género urban pop, escrita por Mernes con apoyo de Real, Sauthier y Lombardo. La canción habla sobre seguir su corazón para continuar en la música y, según la artista, está dedicada a ella misma de adolescente.

## Recepción

### Crítica
Tras dos semanas de su estreno, Billboard Argentina seleccionó a ¿Tú crees en mí? como el «álbum de la semana». Por su parte, Jessica Roiz de Billboard, en su evaluación describió al álbum como un «conjunto rítmico solo solidifica el lugar de Emilia en la industria de la música».

### Comercial
Luego de su lanzamiento, el álbum debutó en la posición número cuatro en la lista de los Top 10 Album Debuts Global y tres en Top Album Argentina de Spotify.
En España, el álbum ingresó en el puesto número 75 de la lista PROMUSICAE el 7 de junio de 2022 y, a la semana siguiente, alcanzó el número 49.

## Promoción

### Sencillos
El primer sencillo publicado fue «Como si no importara» interpretado junto a Duki. Su respectivo videoclip, el cual fue dirigido por Martin Seipel, fue lanzado simultáneamente con la canción el 13 de julio. «Como si no importara» alcanzó la tercera posición en las listas oficiales de éxitos semanales de Argentina, así como en diferentes mercados de otros países como España, Paraguay y Uruguay. A mediados de 2022, el videoclip recibió una nominación a «video del año» en los Premios Tu Música Urbano.
El 30 de septiembre de 2021, Emilia confirmó a través de sus redes sociales que el tema «Rápido lento» junto a Tiago PZK. El videoclip fue filmado en Miami bajo la dirección de Facundo Ballve, también se lanzó ese día. La canción obtuvo buenas reseñas, la misma destacó «su madurez musical y su crecimiento como intérpretes».
El 24 de marzo de 2022, Emilia lanzó «Cuatro veinte» como tercer sencillo del álbum en simultáneo con su videoclip. Dirigido por Federico Cabred, el vídeo la muestra con escenas metafóricas donde unos perros extraviados la llevan a un recinto clandestino donde ejecuta una coreografía eléctrica en compañía de 14 bailarinas. La canción tuvo un éxito moderado, alcanzó la segunda posición en las listas oficiales de éxitos semanales de Argentina y quinta en Uruguay. Asimismo, recibió certificaciones en ambos países por sus ventas. «Intoxicao» fue estrenado como el cuarto sencillo junto a Nicki Nicole, el mismo había sido confirmado a través de sus redes sociales, con el lanzamiento previsto un día antes de la publicación del álbum.

### Gira
El 7 de junio de 2022, Emilia anunció a través de sus redes sociales la gira del álbum, que se titularía Tú crees en mí? Tour, y el primer comunicado incluyó doce fechas para diferentes festivales de España, Estados Unidos y México.

### Presentaciones en vivo
24 de febrero de 2022, Emilia y Duki interpretaron «Como si no importara» por primera vez en los Premios Lo Nuestro.

## Lista de canciones
Créditos adaptados desde Jaxsta.
| N.º   | Título                            | Escritor(es)                                                   | Duración |  |
| 1.    | «Latin Girl»                      | Daniel Ismael Real María Emilia Mernes Mauro Ezequiel Lombardo | 2:46     |  |
| 2.    | «Como si no importara» (con Duki) | Real Enzo Ezequiel Sauthier Mernes Lombardo                    | 2:53     |  |
| 3.    | «Cuatro veinte»                   | Real Sauthier Mernes                                           | 2:13     |  |
| 4.    | «Intoxicao» (con Nicki Nicole)    | Real Sauthier Mernes Nicole Denise Cucco                       | 2:48     |  |
| 5.    | «Mi otra mitad»                   | María Elena Mangiamarchi Mernes                                | 2:46     |  |
| 6.    | «La balada»                       | Mangiamarchi Mernes                                            | 2:45     |  |
| 7.    | «Rápido lento» (con Tiago PZK)    | Real Sauthier Mernes Lombardo Tiago Uriel Pacheco Lescano      | 3:33     |  |
| 8.    | «Cielo en la mente»               | Real Sauthier Mernes Lombardo                                  | 2:49     |  |
| 22:37 |                                   |                                                                |          |  |

Notas
- Todas las canciones están producidas por Big One.
- Todas las canciones están estilizadas en minúsculas.

## Posicionamiento en listas

### Listas semanales
| Lista (2021)        | Mejor posición |
| ------------------- | -------------- |
| España (PROMUSICAE) | 49             |

## Certificaciones
| Territorio | Organismo certificador | Certificación | Ventas certificadas | Ref.   |
| ---------- | ---------------------- | ------------- | ------------------- | ------ |
| Argentina  | CAPIF                  | Platino       | 20 000              | [ 43 ] |

## Premios y nominaciones
| Año  | Premio                   | Categoría                   | Resultado | Ref(s). |
| ---- | ------------------------ | --------------------------- | --------- | ------- |
| 2023 | Premios Carlos Gardel    | Mejor álbum artista pop     | Nominado  | [ 44 ]  |
| 2023 | Premios Tu Música Urbano | Álbum del año — Rising Star | Nominado  | [ 45 ]  |
| 2023 | Premios Juventud         | Mejor álbum pop/urbano      | Nominado  | [ 46 ]  |

## Historial de lanzamientos
| País   | Fecha              | Formato                     | Discográfica     | Ref.   |
| ------ | ------------------ | --------------------------- | ---------------- | ------ |
| Varios | 31 de mayo de 2021 | Descarga digital, streaming | Sony Music Latin | [ 47 ] |